# Crankworx World Tour

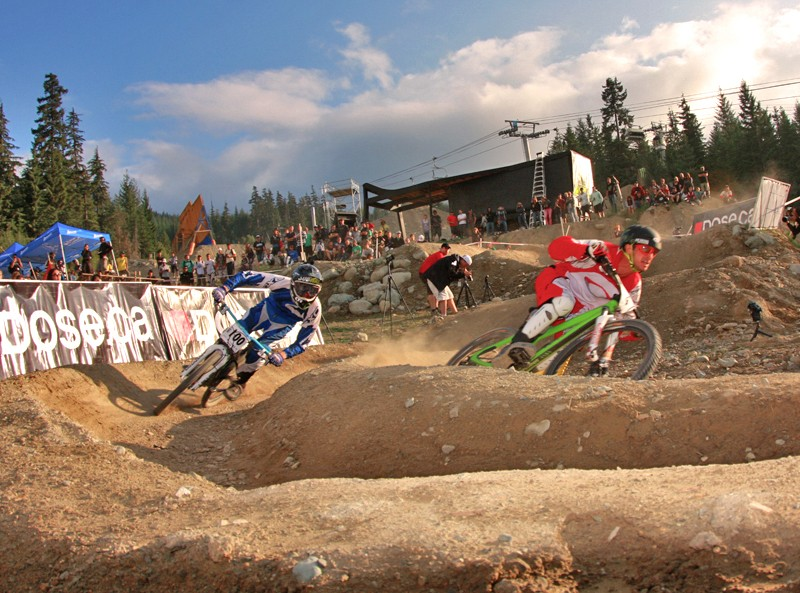
CrankWorx Dual Slalom 2009 in Whistler

Die Crankworx World Tour ist eine Festival-Serie im Mountainbikesport mit Wettbewerben in den unterschiedlichsten Gravity-Disziplinen. Derzeit (2025) umfasst das Festival drei Stationen in Whistler, Rotorua und Cairns. Ergänzt wird die World Tour durch die Crankworx Summer Series in Christchurch, Silver Star und im Sugarloaf Bike Park in Campbellton.

## Geschichte
Im Jahr 2004 fand erstmals unter der Bezeichnung Crankworx eine mehrtägige Veranstaltung im Mountainbikesport im kanadischen Whistler statt. Die Veranstaltung sollte Fahrer aus unterschiedlichen Gravity-Disziplinen, Amateure und Profis, Elite und Nachwuchsbereich zusammenbringen und mit seinem Charakter als Festival auch Spaß am Sport und Fankontakt fördern.
Nach dem Erfolg in Whistler fanden erstmals im Jahr 2012 mit Les Deux Alpes Wettkämpfe auf dem europäischen Kontinent statt. Im Jahr 2015 kam das neuseeländische Rotorua dazu und wurde die Crankworx World Tour ins Leben gerufen. 2016 wurde Les Deux Alpes durch Les Gets ersetzt, seit 2017 gehört Innsbruck zur Crankworx World Tour. 2018 war Les Gets letztmals Austragungsort.
2020 konnten aufgrund der COVID-19-Pandemie erstmals keine Wettbewerbe in Whistler stattfinden, ersatzweise fanden Wettkämpfe in Sun Peaks, Kicking Horse und Silver Star statt. 2022 fanden in Cairns erstmals Wettbewerbe in Australien statt. Aufgrund des großen Interesses wurde 2023 die Crankworx Summer Series mit drei weiteren Austragungsorten ins Leben gerufen. 2024 gastierte die World Tour nach acht Jahren letztmalig in Innsbruck.

## Wettkämpfe
Kernelement jeder Station der Crankworx World Tour sind Wettkämpfe in den fünf unterschiedlichen Gravity-Disziplinen
- Downhill
- Pumptrack
- Slopestyle
- Dual Slalom und
- Speed-and-Style, ein extra für die Serie geschaffene Disziplin mit einer Mischung aus Dual Slalom und Slopestyle

Darüber hinaus können weitere Wettkämpfe, unter anderem für Amateure und im Nachwuchsbereich (CWNEXT) ausgetragen werden.

## Wertungen
Neben den Disziplinenwertungen im Downhill, Pumptrack und Dualslalom gibt es eine Reihe von besonderen Auszeichnungen:

### King und Queen of Crankworx
Für die Ergebnisse in den fünf Disziplinen werden Punkte vergeben. Die Fahrer und Fahrerinnen, die nach allen Stationen eines Jahres die meisten Punkte gesammelt haben, werden mit dem Titel „King of Crankworx“ und „Queen of Crankworx“ ausgezeichnet.

### Red Bull Joyride
Unter dem Namen Red Bull Joyride wird seit 2004 in Whistler der Slopestyle-Wettbewerb ausgetragen. Ein Sieg beim Red Bull Joyride gilt als der prestigeträchtigste Erfolg im Slopestyle überhaupt. 2024 gab es erstmals auch einen Wettbewerb für Frauen.

### Slopestyle World Championship
Seit 2018 werden gemeinsam durch die Crankworx World Tour und die Freeride Mountain Bike Association (FMBA) die Crankworx FMBA Slopestyle World Championship (SWC) ausgetragen. Die Slopstyle-Rennen der Crankworx World Tour sind dabei die Höhepunkte der Freeride Mountain Bike World Tour. Weltmeister ist, wer nach allen Rennen der Saison die meisten Punkte erzielt hat.
Qualifiziert für jeden Wettkampf der Slopestyle World Championship sind die sechs Besten der Gesamtwertung des Vorjahres und die sechs Besten der Weltrangliste jeweils sechs Wochen vor dem Wettkampf. Zusätzlich werden zwei Wildcards vergeben. Ein Gewinner des Red Bull Joyride muss sich nicht qualifizieren und hat lebenslanges Startrecht.

### Triple Crown of Slopestyle
Fahrer, die mindestens drei Slopestyle-Wettbewerbe eines Jahres gewinnen, werden mit der „Triple Crown of Slopestyle“ geehrt. Bisher wurde der Titel an Nicholi Rogatkin in der Saison 2018, an Emil Johansson in den Saisons 2021 und 2022 und an Dawid Godziek in der Saison 2025 vergeben.

## Sieger
| Red Bull Joyride (Männer) - 2024 Dawid Godziek - 2023 Emil Johansson - 2022 Emil Johansson - 2021 wegen COVID-19 keine Wettbewerbe in Whistler - 2020 wegen COVID-19-Pandemie abgesagt - 2019 Emil Johansson - 2018 Nicholi Rogatkin - 2017 Brandon Semenuk - 2016 Brett Rheeder - 2015 Brandon Semenuk - 2014 Brandon Semenuk - 2013 Brandon Semenuk - 2012 Thomas Genon - 2011 Brandon Semenuk - 2010 Cameron Zink - 2009 Greg Watts - 2008 Andreu Lacondeguy - 2007 Ben Boyko - 2006 Cameron Zink - 2005 Paul Basagoitia - 2004 Paul Basagoitia | Red Bull Joyride (Frauen) - 2024 Alma Wiggberg | King of Crankworx - 2024 Ryan Gilchrist - 2023 Tuhoto Ariki - 2022 Bas van Steenbergen - 2021 Bas van Steenbergen - 2020 keine Gesamtwertung - 2019 Mitch Ropelato - 2018 Samuel Blenkinsop - 2017 Adrien Loron - 2016 Tomáš Slavík - 2015 Bernard Kerr | Queen of Crankworx - 2024 Martha Gill - 2023 Caroline Buchanan - 2022 Caroline Buchanan - 2021 Vaea Verbeeck - 2020 keine Gesamtwertung - 2019 Vaea Verbeeck - 2018 Jill Kintner - 2017 Jill Kintner - 2016 Jill Kintner - 2015 Anneke Beerten |